# Урумче
Урумче или Нусретие (на турски: Nusretiye) е село в околия Бига, вилает Чанаккале, Турция. Разположено на 140 – 180 метра надморска височина. Населението му през 2012 г. е 135 души, основно бошняци и българи – мюсюлмани (помаци). Бивше българско християнско село.

## История
През 19 век Урумче е едно от селата на малоазийските българи.
Българското население на Урумче се изселва в България през 1914 г. По времето на Балканската война в селото се заселват бошняци от Черна гора. След тях идват помаци от Пловдивско.